# Bogdán Gătu Klára
Bogdán Gătu Klára (született: Csernyik Klára, románul: Cernica Clara Magyarfalu 1949. szeptember 13. –)

## Élete
1962–1963 között Magyarországra költözött a családja, ahol magyar nyelvű iskolába járt fél évig – Egyházaskozáron (délelőtt első osztály, délután ötödik osztályba).
Ott tanított először csángó táncokat. Mégpedig, az egyházaskozári gyerekeknek, akik nagy sikert arattak az iskola színpadán.
1969-ben megkereste őt Kóka Rozália, akit Domokos Pál Péter küldött Moldvába néprajzi anyagot gyűjteni a Magyar Tudományos Akadémia részére. Már akkor értékes adatközlőnek bizonyult.
A nyolcvanas évek elején az ismert fotós – szobrászművész, Csoma Gergely moldvai utazásai során Bogdán Gatu Kláránál talált menedéket. Emiatt, többször meglátogatták a milicisták, kutatva a külföldi „kémek” után.
1984-ben újra Egyházaskozárra látogatott. Ekkor kérte fel őt Pécsett Andrásfalvy Bertalan, aki akkor a Janus Pannonius Múzeum néprajzi osztályvezetője volt, hogy moldvai csángó magyar táncokat tanítson.
Több kutató, gyűjtő kereste meg, úgymint Halász Péter, Erőss Péter, Harangozó Imre, Kallós Zoltán vagy Kanalas Éva, Kerényi Róbert, Pozsony Ferenc és Szőnyi Vivien.
1987-ben özvegy marad két gyermekével.
A magyarfalusi magyar oktatás előharcosa volt. Az 1990-es évek elején a Teleki Pál Baráti Kör tagjai az ő portáján kezdhették a magyar oktatást a magyarfalusi fiataloknak. Később, 2002-ben Magyarfalu első magyar nyelvű oktatójának, a jeles fotós, szobrászművésznek, Csoma Gergelynek, több moldvai csángómagyar témájú fotóalbum, dokumentumregény szerzőjének segédkezett, a rendszeres iskolán kívüli magyar oktatás elindításában
Többször szerepelt a román újságokban magyarsága felvállalása miatt.
2003-ban Polgár Róbert egykor Murakeresztúron szolgáló atya magyarfalusi első miséje alkalmából, amikor a falusiak megkérték, hogy magyarul misézzen, Bece Péter pap nem engedélyezte. Ekkor Bogdán Klára éhségsztrájkot helyezett kilátásba a jászvásári püspökség bejáratánál. Ennek hatására megérkezett az engedély a magyar nyelvű misézésre.
2004 óta gyermek és felnőtt tánccsoportokat vezet. Ő alapította meg 2006-ban a „Kerek alma falapi” asszonykórust is. Az együttessel Kárpát-medencei fellépéseken mutatják be, népszerűsítik a moldvai csángómagyarok kultúráját tánccal és énekkel.
Férjét – aki tangóharmonikával szolgáltatja a zenét a tánccsoportnak – dobbal kíséri. Szülőfaluja falusi-turizmusának a beindításában úttörő munkát végzett. Gasztronómiai tudása több publicisztikában és műsorban megjelent.
Szociális érzékenységére, szervezőkészségére több szervezet  felfigyelt és a moldvai magyarok közt végzett munkájuk során segítségét igényelték, mint például a: Magyar Máltai Szeretetszolgálat, Magyarfalu Alapítvány, Magyar Karitász, Magyar Népfőiskola Collegium, Lakatos Demeter Csángómyagyar Kulturális Egyesület, Moldvai Magyarok a Moldvai Magyarokért Szövetség, Keresztszülők a Moldvai Csángómagyarokért Egyesület, a Moldvai Magyar Oktatásért Alapítvány, a Csángó Szeretetszolgálat, vagy a Frater Julianus.
Több éven keresztül a saját portáján fogadja a gyerekeket, ahol a helyi hagyományokra oktatta önkéntesen. Jelenleg a Romániai Magyar Pedagógusok Szövetsége által működtetett oktatási programban vesz részt, ahol a helyi hagyományok oktatását vállalta. Visszatanítja a gyerekeknek a meséket, legendákat, énekeket, táncokat, imákat és az egyházi ünnepek régi szertartásait. Néne Klára jelenleg a Moldvai Csángómagyarok Szövetségének égisze alatt folytatja ezt a tevékenységet.
Lelkes szervezője a Iancu Laura által kezdeményezett és létrehozott Magyarfalusi Napok rendezvénysorozatnak, immár fiával Bogdán Tiborral.
A Csíkfalusi Csángó Rádió önkéntes riportere számos alkalommal megkereste és készített riportokat több témában. Takács Szabolcs elmondása szerint „széles látókörű asszony, aki megértette mi a csángó-magyarság lényege és képes azt szavakba is önteni. Öröm vele riportot készíteni.„